# Fernando Diogo
Diogo Brigido Fernando é um enxadrista português, detendo o título de Mestre Internacional de Xadrez. Em junho de 2007, com 2.438 pontos, ocupava a terceira posição em Portugal, segundo o ranking da FIDE.